# Drenci
Drenci (bułg. Дренци) – wieś w Bułgarii, w obwodzie Szumen, w gminie Wenec. W 2024 roku liczyła 358 mieszkańców.